# Rempstone
Rempstone – wieś w Anglii, w hrabstwie Nottinghamshire, w dystrykcie Rushcliffe. Leży 16 km na południe od miasta Nottingham i 161 km na północny zachód od Londynu.